# 李相佰杯争奪日韓学生バスケットボール競技大会
李相佰杯争奪日韓学生バスケットボール競技大会（りそうはくはいそうだつにっかんがくせい―きょうぎたいかい）は、日本と韓国の間で行われる学生バスケットボールの対抗戦である。

## 歴史
名称に含まれる李相佰（号の「李想白」でも知られる。1904年 - 1966年）は、韓国に生まれて早稲田大学に留学し、バスケットボールの普及に貢献、日韓バスケットボール界の功労者となった人物である。1976年、李相佰の10回忌を記念して、韓国で早稲田大学を招待して大会が行われた。この大会を定期戦として継続する構想を持っていたが、早大側が両国学生の選抜チームによる交流戦を提案、1978年に第1回が日本で開催された。以来、毎年6月頃に日韓で交互に3試合開催されている。しかし2015年はFIBAが日本協会に対し無期限活動停止による国際試合が禁止されたため中止が決定された。
女子は1985年に「日韓女子学生交流バスケットボール大会」として開催。1997年からは李相佰杯に統合されている。しかし、2009年の女子大会は中止。

## 歴代大会記録

### 男子
| 回 | 年   | 月日     | 開催地 | 結果                                                                                               |
| -- | ---- | -------- | ------ | -------------------------------------------------------------------------------------------------- |
| 1  | 1978 | 6/25-27  | 東京   | 韓国選抜 97－78 日本選抜 韓国選抜 111－91 日本選抜 日本選抜 93－91 韓国選抜                        |
| 2  | 1979 | 6/15-17  | ソウル | 韓国選抜 87－78 日本選抜 韓国選抜 92－81 日本選抜 韓国選抜 89－80 日本選抜                         |
| 3  | 1980 | 7/19-21  | 東京   | 韓国選抜 93－81 日本選抜 韓国選抜 89－75 日本選抜 日本選抜 94－82 韓国選抜                         |
| 4  | 1981 | 5/11-13  | ソウル | 韓国選抜 81－78 日本選抜 韓国選抜 102－67 日本選抜 日本選抜 76－68 韓国選抜                        |
| 5  | 1982 | 7/23-25  | 東京   | 日本選抜 77－76 韓国選抜 韓国選抜 81－79 日本選抜 日本選抜 82－66 韓国選抜                         |
| 6  | 1983 | 6/4-6    | ソウル | 韓国選抜 86－67 日本選抜 韓国選抜 82－75 日本選抜 韓国選抜 79－75 日本選抜                         |
| 7  | 1984 | 6/18-20  | 東京   | 日本選抜 71－70 韓国選抜 韓国選抜 81－65 日本選抜 韓国選抜 91－74 日本選抜                         |
| 8  | 1985 | 5/3-5    | ソウル | 韓国選抜 82－65 日本選抜 韓国選抜 74－60 日本選抜 韓国選抜 76－71 日本選抜                         |
| 9  | 1986 | 5/2-4    | ソウル | 日本選抜 92－75 韓国選抜 韓国選抜 71－70 日本選抜 韓国選抜 85－70 日本選抜                         |
| 10 | 1987 | 4/24-28  | 東京   | 日本選抜 67－64 韓国選抜 韓国選抜 67－61 日本選抜 韓国選抜 96－85 日本選抜                         |
| 11 | 1988 | 5/6-8    | ソウル | 日本選抜 64－55 韓国選抜 韓国選抜 83－79 日本選抜 日本選抜 72－66 韓国選抜                         |
| 12 | 1989 | 5/18-23  | 東京   | 日本選抜 85－77 韓国選抜 日本選抜 79－71 韓国選抜 韓国選抜 67－66 日本選抜                         |
| 13 | 1990 | 5/11-13  | ソウル | 日本選抜 84－72 韓国選抜 日本選抜 62－58 韓国選抜 日本選抜 62－61 韓国選抜                         |
| 14 | 1991 | 5/10-12  | 東京   | 韓国選抜 88－85 日本選抜 韓国選抜 90－68 日本選抜 日本選抜 93－68 韓国選抜                         |
| 15 | 1992 | 5/19-21  | ソウル | 韓国選抜 91－71 日本選抜 日本選抜 87－85 韓国選抜 日本選抜 73－71 韓国選抜                         |
| 16 | 1993 | 5/21-23  | 東京   | 韓国選抜 90－68 日本ユニバーシアード代表 韓国選抜 72－69 ウィラメント大学 韓国選抜 93－88 日本選抜 |
| 17 | 1994 | 5/22-24  | ソウル | 韓国選抜 106－80 日本選抜 韓国選抜 105－83 日本選抜 韓国選抜 87－75 日本選抜                       |
| 18 | 1995 | 5/12-24  | 大阪   | 韓国選抜 99－82 日本選抜 韓国選抜 99－70 日本選抜 韓国選抜 100－79 日本選抜                        |
| 19 | 1996 | 5/17-21  | ソウル | 韓国選抜 85－74 日本選抜 韓国選抜 91－75 日本選抜 韓国選抜 101－70 日本選抜                        |
| 20 | 1997 | 5/23-25  | 東京   | 韓国選抜 121－82 日本選抜 韓国選抜 114－97 日本選抜 韓国選抜 116－83 日本選抜                      |
| 21 | 1998 | 5/15-18  | ソウル | 韓国選抜 103－81 日本選抜 韓国選抜 94－83 日本選抜 日本選抜 88－87 韓国選抜                        |
| 22 | 1999 | 5/14-16  | 東京   | 韓国選抜 94－63 日本選抜 韓国選抜 84－67 日本選抜 韓国選抜 83－65 日本選抜                         |
| 23 | 2000 | 5/12-14  | ソウル | 韓国選抜 108－77 日本選抜 韓国選抜 81－55 日本選抜 韓国選抜 121－79 日本選抜                       |
| 24 | 2001 | 5/11-13  | 東京   | 日本選抜 93－79 韓国選抜 韓国選抜 98－84 日本選抜 韓国選抜 106－70 日本選抜                        |
| 25 | 2002 | 5/11-13  | ソウル | 韓国選抜 104－71 日本選抜 韓国選抜 104－103 日本選抜 韓国選抜 87－86 日本選抜                      |
| 26 | 2003 | 5/9-11   | 東京   | 韓国選抜 89－87 日本選抜 韓国選抜 75－67 日本選抜 日本選抜 101－82 韓国選抜                        |
| 27 | 2004 | 5/16-18  | 釜山   | 日本選抜 106－96 韓国選抜 韓国選抜 101－84 日本選抜 日本選抜 84－84 韓国選抜                       |
| 28 | 2005 | 5/6-8    | 東京   | 日本選抜 68－66 韓国選抜 日本選抜 64－63 韓国選抜 韓国選抜 77－55 日本選抜                         |
| 29 | 2006 | 5/30-6/1 | ソウル | 日本選抜 90－84 韓国選抜 韓国選抜 88－72 日本選抜 日本選抜 78－78 韓国選抜                         |
| 30 | 2007 | 5/18-20  | 東京   | 韓国選抜 87－73 日本選抜 韓国選抜 102－72 日本選抜 韓国選抜 81－67 日本選抜                        |
| 31 | 2008 | 5/10-12  | 水原   | 韓国選抜 78－66 日本選抜 韓国選抜 75－72 日本選抜 韓国選抜 69－65 日本選抜                         |
| 32 | 2009 | 5/16-18  | 小田原 | 韓国選抜 78－69 日本選抜 日本選抜 78－76 韓国選抜 日本選抜 91－91 韓国選抜                         |
| 33 | 2010 | 5/21-23  | 仁川   | 韓国選抜 87－56 日本選抜 日本選抜 60－52 韓国選抜 韓国選抜 68－58 日本選抜                         |
| 34 | 2011 | 5/21-22  | 東京   | 日本選抜 79－78 韓国選抜 韓国選抜 82－65 日本選抜                                                  |
| 35 | 2012 | 5/18-20  | 高陽   | 韓国選抜 92－56 日本選抜 韓国選抜 88－67 日本選抜 韓国選抜 82－68 日本選抜                         |
| 36 | 2013 | 5/17-19  | 福岡   | 韓国選抜 93－85 日本選抜 韓国選抜 88－67 日本選抜 日本選抜 81－77 韓国選抜                         |
| 37 | 2014 | 5/16-18  | ソウル | 韓国選抜 83－66 日本選抜 韓国選抜 116－103 日本選抜 韓国選抜 80－77 日本選抜                       |
| 38 | 2015 | 12/11-13 | 東京   | 韓国選抜 81－69 日本選抜 日本選抜 79－77 韓国選抜 韓国選抜 80－57 日本選抜                         |
| 39 | 2016 | 5/13-15  | 天安   | 韓国選抜 106－48 日本選抜 韓国選抜 79－51 日本選抜 韓国選抜 79－67 日本選抜                        |
| 40 | 2017 | 5/19-21  | 東京   | 日本選抜 74－70 韓国選抜 日本選抜 80－77 韓国選抜 日本選抜 93－84 韓国選抜                         |

### 女子
| 回 | 年   | 月日     | 開催地 | 結果                                                                        |
| -- | ---- | -------- | ------ | --------------------------------------------------------------------------- |
| 1  | 1985 | 5/3-5    | ソウル | 日本選抜 68－59 韓国選抜 日本選抜 88－77 韓国選抜 韓国選抜 76－59 日本選抜  |
| 2  | 1986 | 5/2-4    | ソウル | 日本選抜 80－74 韓国選抜 韓国選抜 63－60 日本選抜 日本選抜 62－43 韓国選抜  |
| 3  | 1987 | 4/24-28  | 東京   | 韓国選抜 56－48 日本選抜 日本選抜 72－60 韓国選抜 日本選抜 64－61 韓国選抜  |
| 4  | 1988 | 5/6-8    | ソウル | 韓国選抜 67－58 日本選抜 韓国選抜 70－38 日本選抜 日本選抜 62－61 韓国選抜  |
| 5  | 1989 | 5/18-23  | 東京   | 日本選抜 77－53 韓国選抜 日本選抜 80－79 韓国選抜 日本選抜 78－58 韓国選抜  |
| 6  | 1990 | 5/11-13  | ソウル | 日本選抜 50－50 韓国選抜 韓国選抜 41－28 日本選抜 日本選抜 53－51 韓国選抜  |
| 7  | 1991 | 5/10-12  | 東京   | 韓国選抜 92－73 日本選抜 日本選抜 76－64 韓国選抜 日本選抜 85－76 韓国選抜  |
| 8  | 1992 | 5/19-21  | ソウル | 日本選抜 67－66 韓国選抜 韓国選抜 51－45 日本選抜 韓国選抜 55－47 日本選抜  |
| 9  | 1993 | 5/21-23  | 東京   | 韓国選抜 90－68 日本選抜 韓国選抜 72－69 日本選抜 韓国選抜 93－88 日本選抜  |
| 10 | 1994 | 5/22-24  | ソウル | 韓国選抜 53－50 日本選抜 韓国選抜 64－50 日本選抜 日本選抜 65－63 韓国選抜  |
| 11 | 1995 | 5/12-14  | 大阪   | 日本選抜 73－43 韓国選抜 日本選抜 71－67 韓国選抜 日本選抜 67－49 韓国選抜  |
| 12 | 1996 | 5/17-21  | ソウル | 韓国選抜 88－74 日本選抜 日本選抜 63－53 韓国選抜 日本選抜 67－56 韓国選抜  |
| 20 | 1997 | 5/23-25  | 東京   | 日本選抜 72－59 韓国選抜 日本選抜 75－66 韓国選抜 日本選抜 95－73 韓国選抜  |
| 21 | 1998 | 5/15-18  | ソウル | 日本選抜 67－43 韓国選抜 日本選抜 56－46 韓国選抜 日本選抜 69－60 韓国選抜  |
| 22 | 1999 | 5/14-16  | 東京   | 日本選抜 78－61 韓国選抜 日本選抜 63－63 韓国選抜 日本選抜 69－52 韓国選抜  |
| 23 | 2000 | 5/12-14  | ソウル | 日本選抜 64－60 韓国選抜 日本選抜 51－42 韓国選抜 韓国選抜 52－49 日本選抜  |
| 24 | 2001 | 5/11-13  | 東京   | 日本選抜 63－60 韓国選抜 日本選抜 74－61 韓国選抜 日本選抜 88－50 韓国選抜  |
| 25 | 2002 | 5/11-13  | ソウル | 日本選抜 80－67 韓国選抜 日本選抜 94－66 韓国選抜 日本選抜 86－65 韓国選抜  |
| 26 | 2003 | 5/9-11   | 東京   | 韓国選抜 102－82 日本選抜 日本選抜 74－63 韓国選抜 韓国選抜 84－77 日本選抜 |
| 27 | 2004 | 5/16-18  | 釜山   | 韓国選抜 68－67 日本選抜 日本選抜 69－54 韓国選抜 日本選抜 66－66 韓国選抜  |
| 28 | 2005 | 5/6-8    | 東京   | 日本選抜 64－58 韓国選抜 日本選抜 69－67 韓国選抜 日本選抜 72－58 韓国選抜  |
| 29 | 2006 | 5/30-6/1 | ソウル | 韓国選抜 63－60 日本選抜 韓国選抜 81－80 日本選抜 日本選抜 91－62 韓国選抜  |
| 30 | 2007 | 5/18-20  | 東京   | 日本選抜 85－70 韓国選抜 日本選抜 93－46 韓国選抜 日本選抜 93－57 韓国選抜  |
| 31 | 2008 | 5/10-12  | 水原   | 韓国選抜 82－72 日本選抜 日本選抜 104－87 韓国選抜 日本選抜 81－70 韓国選抜 |
| 32 | 2009 | 中止     | 中止   | 中止                                                                        |
| 40 | 2017 | 5/19-21  | 東京   | 日本選抜 90－33 韓国選抜 日本選抜 87－45 韓国選抜 日本選抜 85－32 韓国選抜  |